# Nysa (Kleinbus)

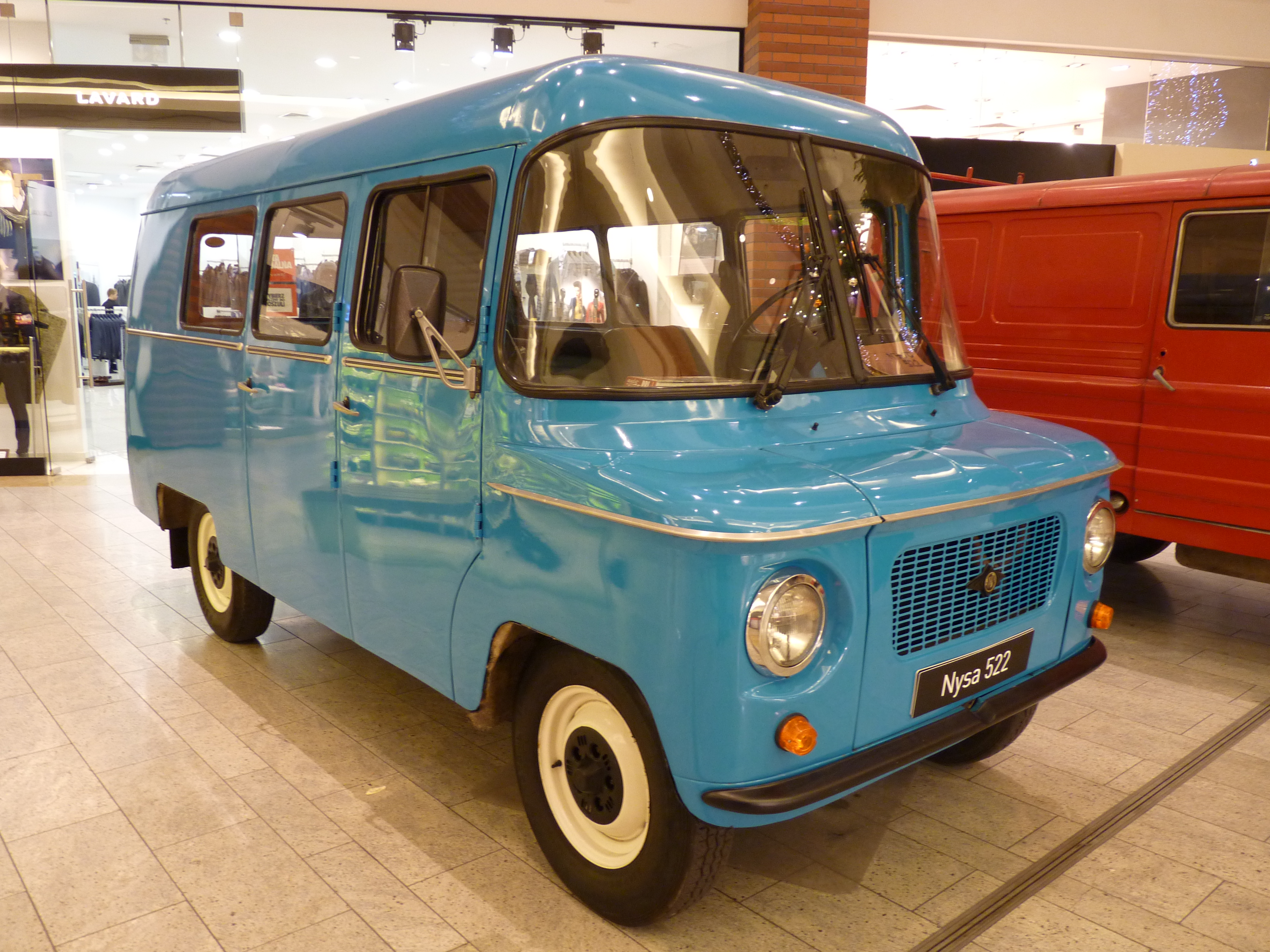
Nysa 522T

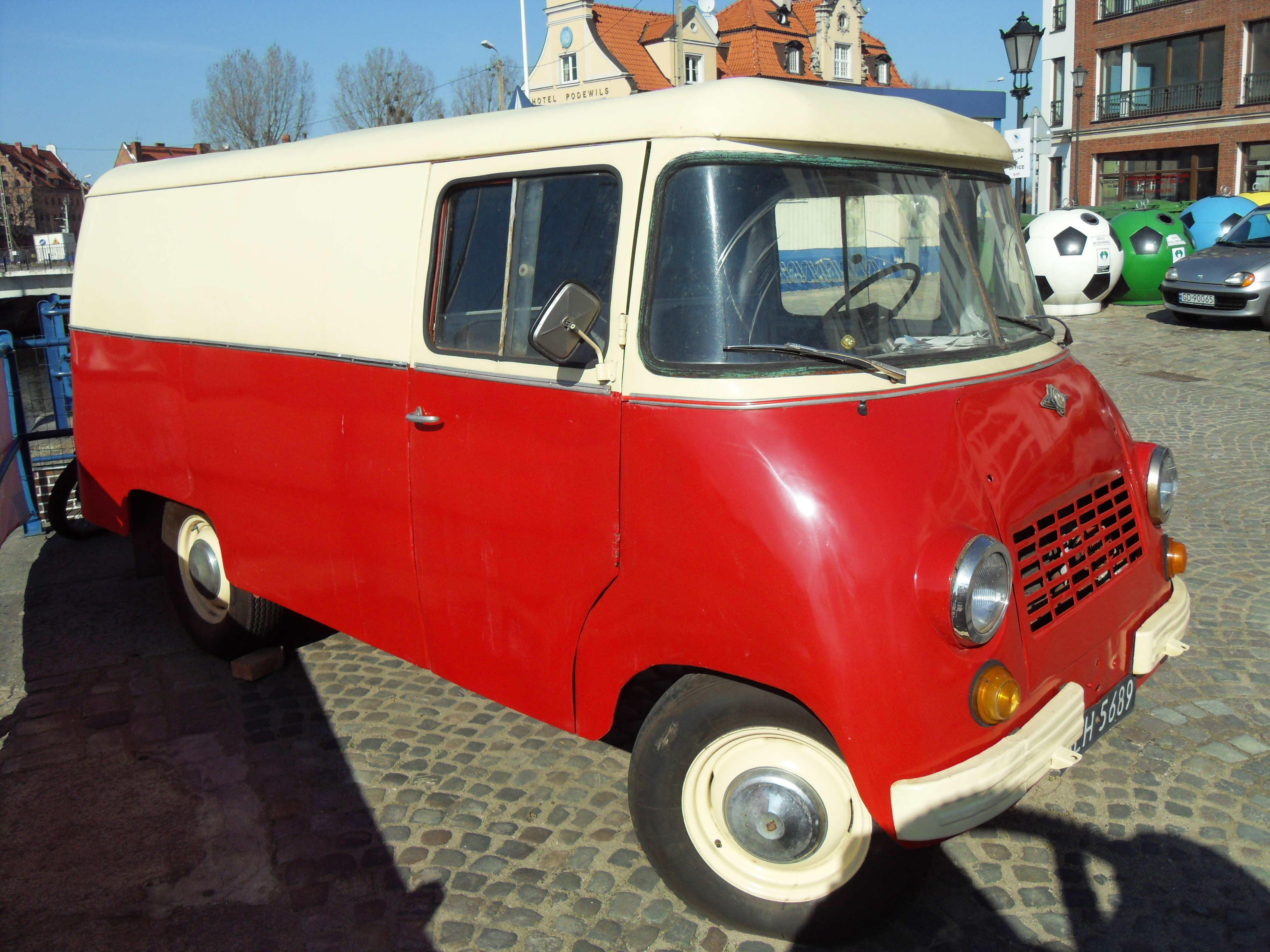
Nysa 501F

Nysa ist der Name eines ehemaligen polnischen Automobilherstellers mit Sitz und Werk in der namensgebenden westpolnischen Stadt Nysa.
Das staatliche Unternehmen war 1958 gegründet worden und deckte den Bedarf an Kleintransportern sowie Omnibussen in der damaligen Volksrepublik Polen ab. Ein Großteil der hergestellten Fahrzeuge ging jedoch in den Export und kam vor allem in Ungarn, Bulgarien und der Sowjetunion zum Einsatz. Nach dem politischen Systemwechsel 1989 wurde die Produktion der Fahrzeuge langsam zurückgefahren und 1994 nach 380.575 montierten Fahrzeugen endgültig eingestellt.
Die zahlreichen Modelle der als Nysa verkauften Fahrzeuge (N57 bis N61, N63, 501, 503, 521 und 522) basierten auf dem polnischen Personenwagen FSO Warszawa M 20, von dem auch ein weiterer Kleintransporter Żuk abgeleitet wurde. Im Gegensatz zu diesem war das Fahrgestell des Nysa nicht verstärkt, also kaum verändert vom M 20 übernommen worden. Die Vorderräder waren einzeln an Doppelquerlenkern abgestützt und mit Schraubenfedern gefedert, hinzu kam später noch ein Querstabilisator. Die hintere Starrachse wurde an Längsblattfedern ohne zusätzliche Lenker geführt. Die Einkreisbremse war mit Trommeln an allen Rädern ausgeführt. Die starre Lenksäule wirkte auf eine Rollenlenkung mit Doppelrolle und Globoidschnecke. Das Fahrwerk von Zuk und Nysa wies keine relevanten Unterschiede auf.
Produziert wurde er vorwiegend als Lieferwagen und Kleinbus. Der Motor wurde ebenfalls vom Warszawa M 20 übernommen – ein Vierzylinder-Ottomotor mit seitlicher Nockenwelle und hängenden Ventilen. Mit 54 PS (40 kW), ab 1961 57 (42), später 70 PS (55 kW) war der ZUK für einen Kleintransporter damaliger Verhältnisse überdurchschnittlich motorisiert. Der Kraftstoffverbrauch war jedoch ebenfalls sehr hoch, der „Reiseverbrauch“ des 54 PS-Motors wurde mit 15 bis 18 l/100 km angegeben. die Höchstgeschwindigkeit betrug 100 km/h. 1968 wurden die Fahrzeuge modifiziert und die Produktion der Kurzhauber-Typen 521/522 begann. Ob der spätere Dieselmotor des ZUK auch im Nysa verwendet wurde, ist nicht bekannt.
Der Nysa-Kleinbus bot 10 Personen Platz, die Nutzlast war mit 750 kg jedoch knapp bemessen.
Der Nysa wurde in relativ großen Stückzahlen produziert, 1975 betrug der Jahresausstoß 18 500 Kleinbusse.